# Gustav Lindenthal
Gustav Lindenthal (Brno, Morávia, 21 de maio de 1850 – Metuchen, Nova Jérsei, 31 de julho de 1935) foi um engenheiro civil estadunidense. Dentre outras obras construiu em 1918 a Ponte de Hell Gate em Nova Iorque, a maior ponte em arco já construída.

## Vida

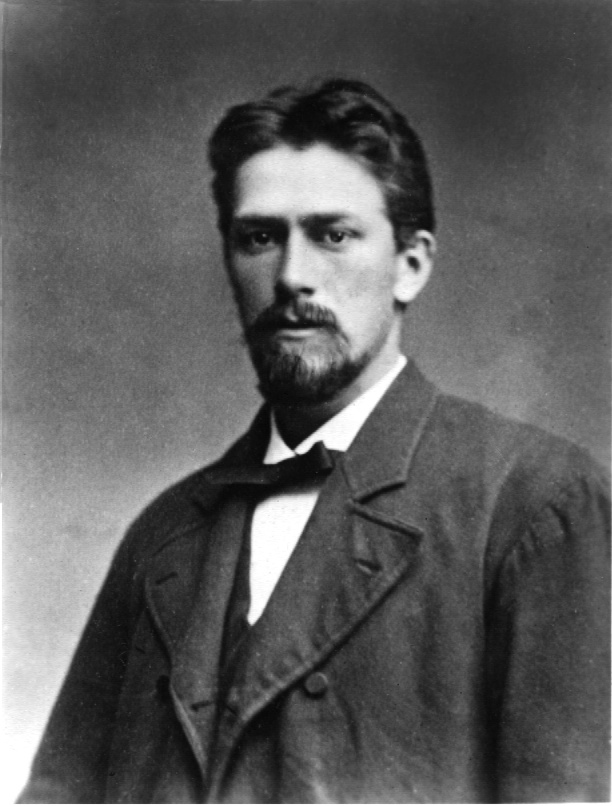
Gustav Lindenthal em 1880

Em 1874 imigrou para os Estados Unidos.

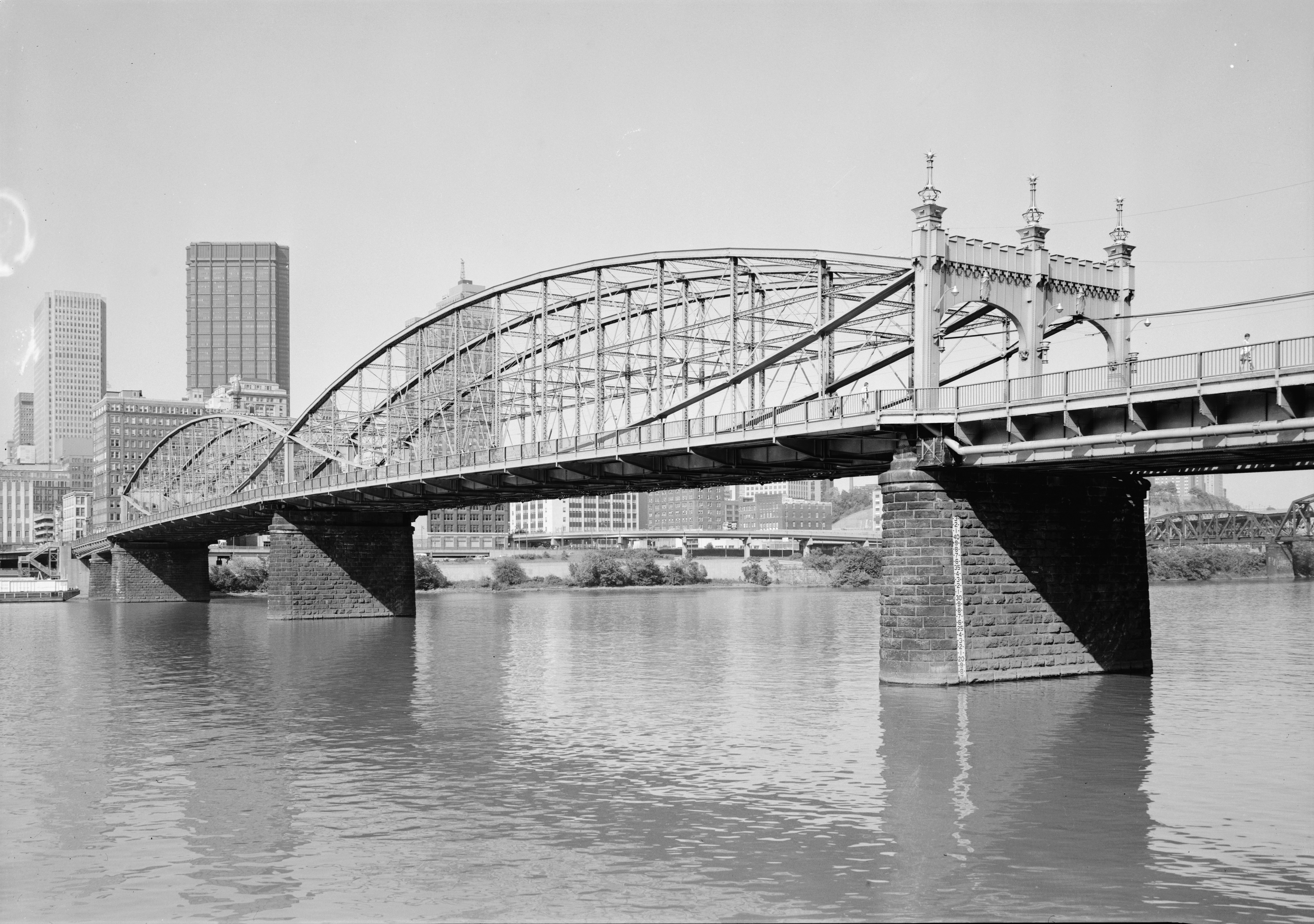
Smithfield Street Bridge em Pittsburgh

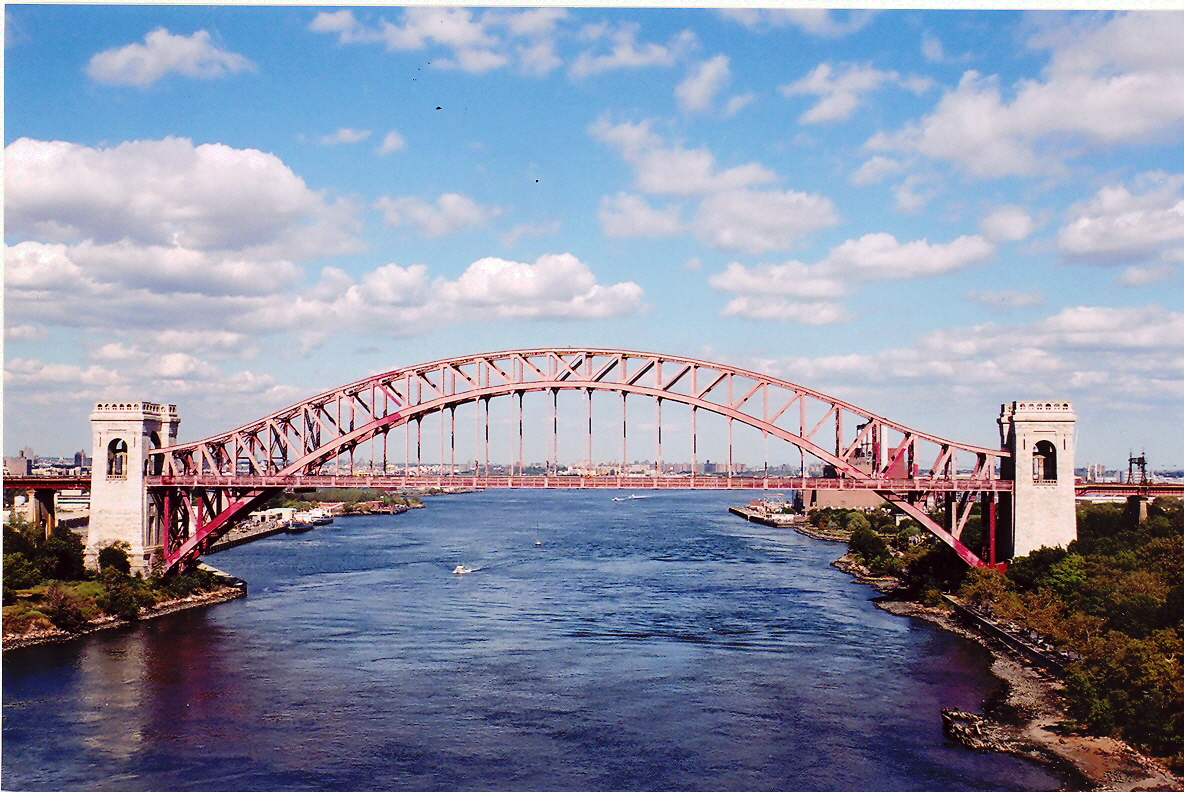
Ponte de Hell Gate em Nova Iorque